# Bathygobius padangensis
Bathygobius padangensis es una especie de peces de la familia de los Gobiidae en el orden de los Perciformes.

## Morfología
Los machos pueden llegar a alcanzar los 10 cm de longitud total.

## Distribución geográfica
Se encuentra en el Japón, Taiwán, Indonesia, el Pacífico sur, la Isla de Navidad y el este del Índico.

## Observaciones
Es inofensivo para los humanos.